# مارلون فوسي
مارلون فوسي (بالإنجليزية: Marlon Fossey)‏ هو لاعب كرة قدم أمريكي، ولد في 9 سبتمبر 1998 في لوس أنجلوس في الولايات المتحدة. لعب مع نادي فولهام.

## وصلات خارجية
- مارلون فوسي على موقع إي إس بي إن إف سي (الإنجليزية)
- مارلون فوسي على موقع قاعدة بيانات كرة القدم.إي يو (الإنجليزية)
- مارلون فوسي على موقع ليكيب (الفرنسية)
- مارلون فوسي على موقع ناشيونال فوتبول تيمز (الإنجليزية)
- مارلون فوسي على موقع Soccerbase.com (لاعب) (الإنجليزية)
- مارلون فوسي على موقع Soccerway.com (الإنجليزية)
- مارلون فوسي على موقع عالم كرة القدم.نت (الإنجليزية)
- مارلون فوسي على موقع AS.com (الإسبانية)
- مارلون فوسي على موقع GSA (الإنجليزية)